# Desmia funeralis
Desmia funeralis là một loài bướm đêm thuộc họ Crambidae. It is found across phần phía nam của Hoa Kỳ to California, phía bắc đến các bang đông bắc và tây nam Canada.
Sải cánh dài 21–28 mm. Con trưởng thành bay từ tháng 5 đến tháng 9. Nó là một day-flying species. There are two to three generations per year.
Ấu trùng ăn Vitis, Cercis canadensis và Oenothera. It is considered a minor pest of grapes tại Hoa Kỳ.

## Hình ảnh

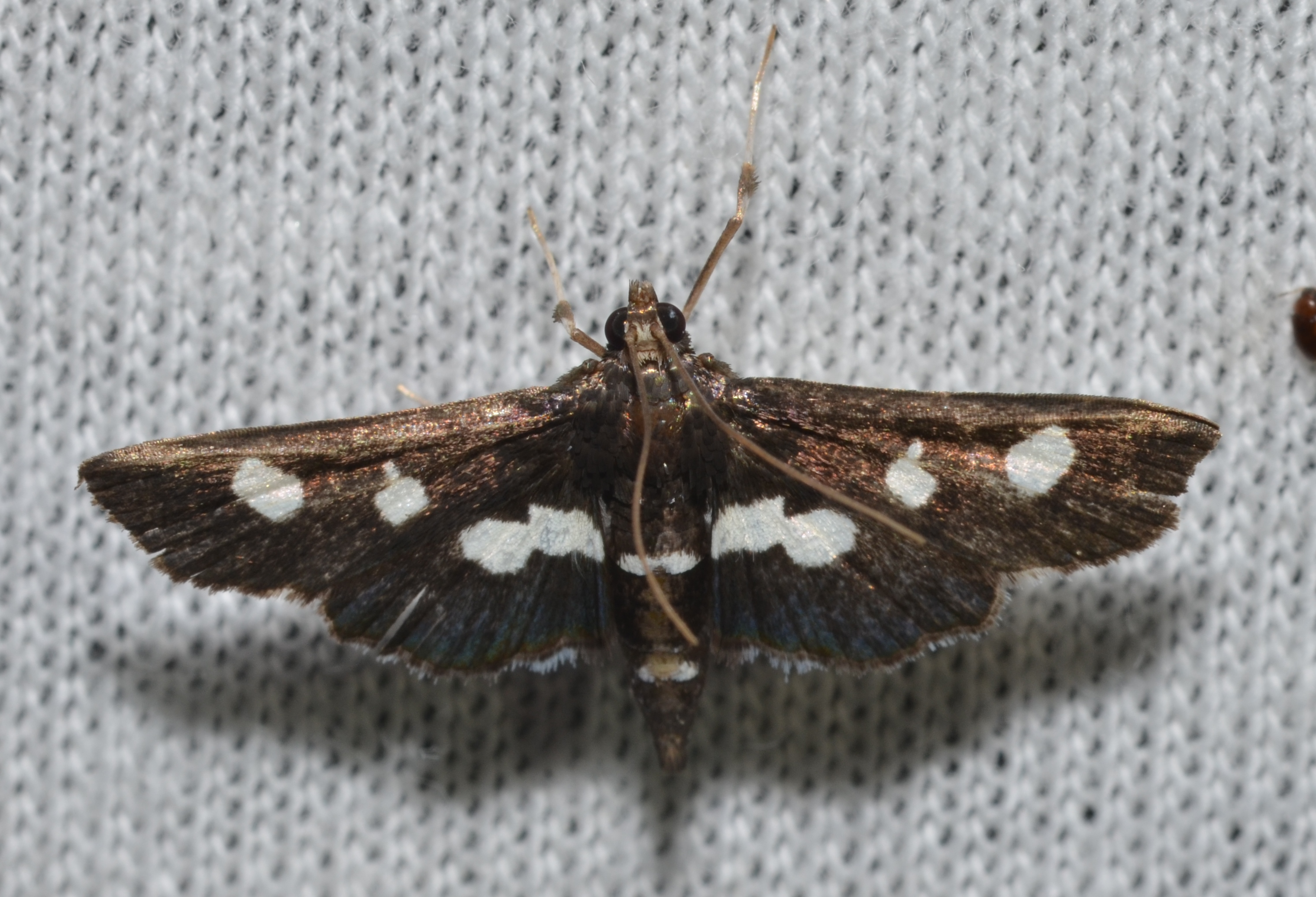
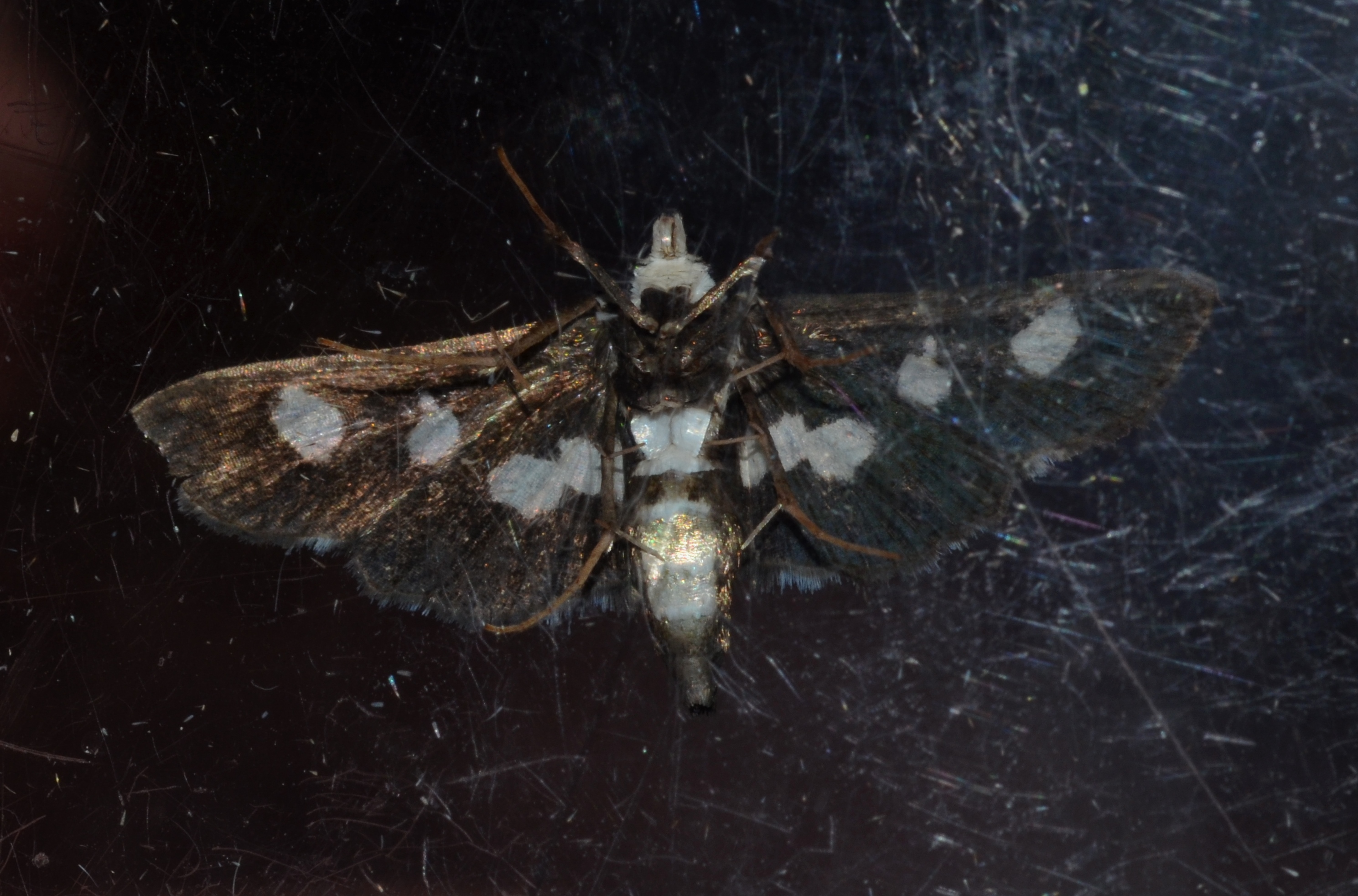
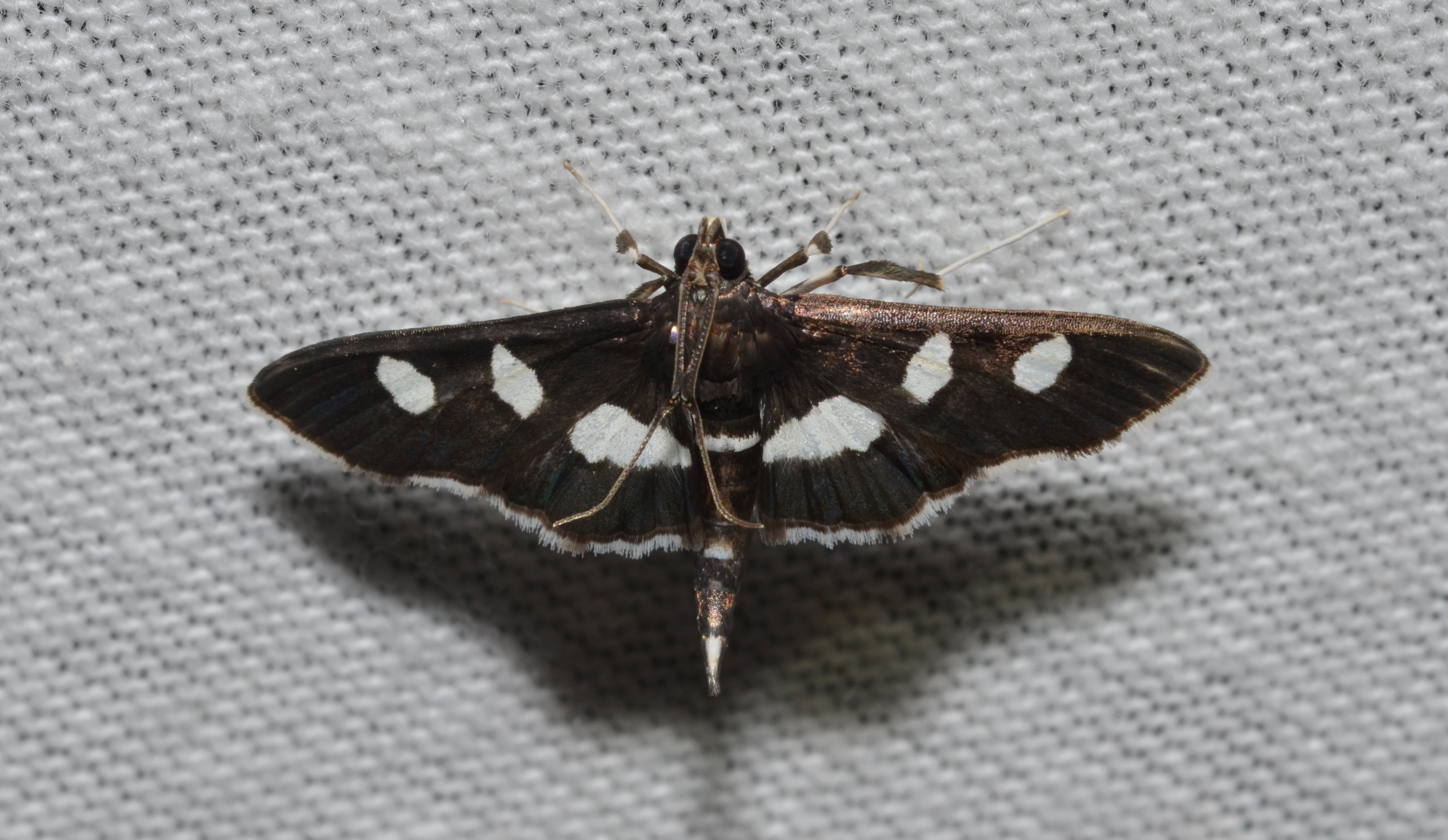
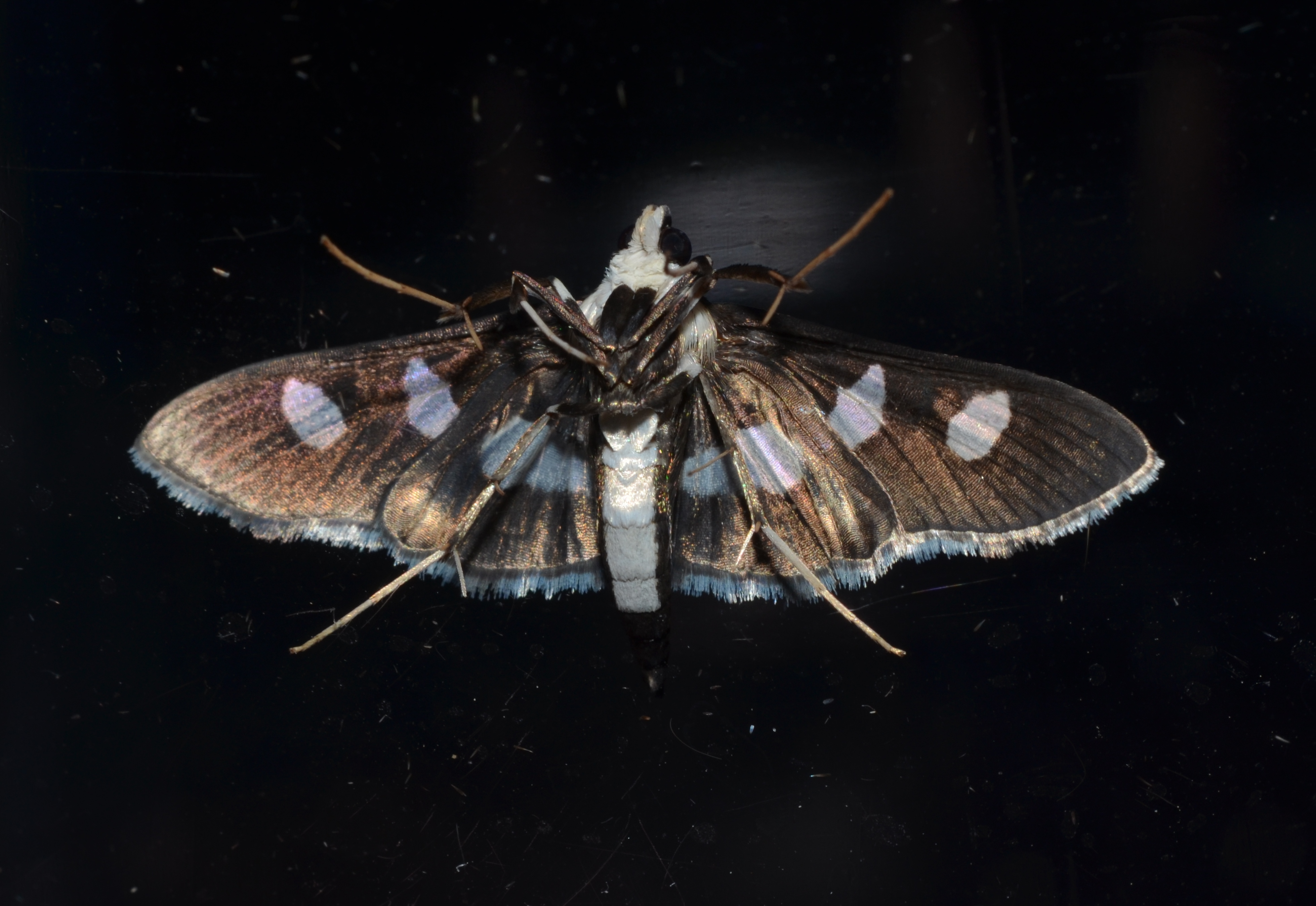